# Waldhambach, Bas-Rhin

Waldhambach este o comună în departamentul Bas-Rhin, Franța. În 1 ianuarie 2022 avea o populație de 611 de locuitori.